# Luigi Erminio D'Olivo
Luigi Erminio D'Olivo (Bassano del Grappa, 8 agosto 1900 – Roma, 31 maggio 1973) è stato un attore italiano, attivo nel teatro e in cinema.

## Biografia
Nome completo Erminio Ernesto Tommaso D'Olivo. Dopo aver frequentato l'Istituto Tecnico segue corsi di ballo, canto e recitazione e si dedica a numerosi sport. Nel 1920, ad appena venti anni, fa il suo esordio in teatro e al cinema inizia a comparire dal 1933, dove è uno dei caratteristi più richiesti fino al 1943. Nel dopoguerra, dopo il matrimonio con Giuliana Mazzoni avvenuto nel 1945, appare ancora in qualche film, fino al 1952. In vent'anni di carriera ha lavorato a una cinquantina di pellicole, e appare anche in due film di montaggio, Cinema, che passione! diretto da Antonio Petrucci nel 1935 e Carosello del varietà diretto da Aldo Quinti e Aldo Bonaldi nel 1955. Lavora anche in radio e come doppiatore, ma con fortune alterne. Muore nella capitale italiana a 72 anni.

## Filmografia
- Acciaio, regia di Walter Ruttmann (1933)
- Un cattivo soggetto, regia di Carlo Ludovico Bragaglia (1933)
- Villafranca, regia di Giovacchino Forzano (1933)
- 1860, regia di Alessandro Blasetti (1934)
- Quella vecchia canaglia, regia di Carlo Ludovico Bragaglia (1934)
- Teresa Confalonieri, regia di Guido Brignone (1934)
- Tempo massimo, regia di Mario Mattoli (1934)
- L'ultimo dei Bergerac, regia di Gennaro Righelli (1934)
- La mia vita sei tu, regia di Pietro Francisci (1934)
- La marcia nuziale, regia di Mario Bonnard (1934)
- Campo di maggio, regia di Giovacchino Forzano (1935)
- Darò un milione, regia di Mario Camerini (1935)
- Re burlone, regia di Enrico Guazzoni (1935)
- Bertoldo, Bertoldino e Cacasenno, regia di Giorgio Simonelli (1936)
- Sette giorni all'altro mondo, regia di Mario Mattoli (1936)
- Nozze vagabonde, regia di Guido Brignone (1936)
- Una donna tra due mondi, regia di Goffredo Alessandrini (1936)
- Pensaci, Giacomino!, regia di Gennaro Righelli (1936)
- Lo smemorato, regia di Gennaro Righelli (1936)
- L'albero di Adamo, regia di Mario Bonnard (1936)
- Vivere!, regia di Guido Brignone (1937)
- Fermo con le mani!, regia di Gero Zambuto (1937)
- I tre desideri, regia di Kurt Gerron e Giorgio Ferroni (1937)
- Gli uomini non sono ingrati, regia di Guido Brignone (1937)
- Sono stato io!, regia di Raffaello Matarazzo (1937)
- Tutta la vita in una notte, regia di Corrado D'Errico (1938)
- Terra di fuoco, regia di Marcel L'Herbier e Giorgio Ferroni (1938)
- Per uomini soli, regia di Guido Brignone (1938)
- Mille lire al mese, regia di Max Neufeld (1938)
- Le sorprese del divorzio, regia di Guido Brignone (1939)
- Una moglie in pericolo, regia di Max Neufeld (1939)
- Dora Nelson, regia di Mario Soldati (1939)
- Retroscena, regia di Alessandro Blasetti (1939)
- Ballo al castello, regia di Max Neufeld (1939)
- Il fornaretto di Venezia, regia di Duilio Coletti (1939)
- Lo vedi come sei... lo vedi come sei?, regia di Mario Mattoli (1939)
- Torna caro ideal, regia di Guido Brignone (1939)
- Pazza di gioia, regia di Carlo Ludovico Bragaglia (1940)
- La fanciulla di Portici, regia di Mario Bonnard (1940)
- Cento lettere d'amore, regia di Max Neufeld (1940)
- Le sorprese del vagone letto, regia di Gian Paolo Rosmino (1940)
- Non me lo dire!, regia di Mario Mattoli (1940)
- La peccatrice, regia di Amleto Palermi (1940)
- La prima donna che passa, regia di Max Neufeld (1940)
- La figlia del Corsaro Verde, regia di Enrico Guazzoni (1940)
- Marco Visconti, regia di Mario Bonnard (1941)
- L'amante segreta, regia di Carmine Gallone (1941)
- Amore imperiale, regia di Aleksandr Volkov (1941)
- Sempre più difficile, regia di Piero Ballerini (1943)
- Senza una donna, regia di Alfredo Guarini (1943)
- La casa senza tempo, regia di Andrea Forzano (1943)
- Macario contro Zagomar, regia di Giorgio Ferroni (1944)
- La vita ricomincia, regia di Mario Mattoli (1945)
- I due orfanelli, regia di Mario Mattoli (1947)
- La rivincita di Baccarat (La Revanche de Baccarat), regia di Jacques de Baroncelli (1948)
- Follie per l'opera, regia di Mario Costa (1948)
- Le due sorelle, regia di Mario Volpe (1950)
- Fuoco nero, regia di Silvio Siano (1951)
- Abracadabra, regia di Max Neufeld (1952)